# Грейт-Смоки-Маунтинс (национальный парк)
Национа́льный парк Грейт-Смо́ки-Ма́унтинс (Вели́кие Ды́мчатые го́ры; англ. Great Smoky Mountains National Park, МФА [gɹeɪt ˈsməʊki ˈmaʊn.tənz ˈnæʃənəl pɑɹk]) — национальный парк, составная часть биосферного резервата и природный объект Всемирного наследия ЮНЕСКО, расположенный в центральной части одноимённого хребта (название которого можно дословно перевести как Большие Дымчатые горы) горной системы Аппалачи. Административное месторасположение парка — американские штаты Северная Каролина и Теннесси, граница между которыми проходит по срединной части хребта. По данным федеральной Службы национальных парков США, Грейт-Смоки-Маунтинс является наиболее посещаемым национальным парком на территории этой страны — к примеру, в 2007 году в нём побывало 9,4 миллиона человек, что более чем вдвое превышает количество посетителей второго по популярности Гранд-Каньона. Через территорию заповедной зоны проходит так называемая Аппалачская тропа (англ. Appalachian Trail) — самый длинный непрерывный пешеходный маршрут в мире и один из наиболее известных в США, проходящий вдоль этой горной системы от штата Мэн до Джорджии.
Парк образован в 1934 году решением Конгресса США, в 1940 году об его открытии для посетителей официально объявил президент Франклин Делано Рузвельт. Общая площадь парка составляет 2108 км² (814 кв. мили), что делает его одной из наиболее крупных охраняемых природных зон в восточной части США. Основные въезды расположены вдоль магистрали U.S. Highway 441 (в пределах парка известной как Newfound Gap Road) в городах Гетлинбург и Чероки. Именно благодаря существованию этой дороги, в первой половине XX века бывшей одной из крупнейших, пересекающих Аппалачи, въезд на территорию Грейт-Смоки-Маунтинс остаётся бесплатным, в отличие от подавляющего числа других национальных парков США.

## География

### Географическое положение
Национальный парк Грейт-Смоки-Маунтинс расположен на склонах одноимённого хребта, который, в свою очередь, относится к району Блу-Ридж-Маунтинс (англ. Blue Ridge Mountains) в южной части горной системы Аппалачи, на востоке Северной Америки.
Территория парка административно подчинена нескольким округам штатов Северная Каролина и Теннесси: Суэйн, Хейвуд, Севир, Блант и Кок. Она приблизительно поровну поделена между штатами: 1118,32 км² (276 344 акра) относятся к Северной Каролине и 990,44 км² (244 742 акра) — к Теннесси. Управлением парка занимается федеральное ведомство — Служба национальных парков США. С востока и юга к Грейт-Смоки-Маунтинс примыкают ещё несколько природоохранных зон, имеющих статус государственных заповедников (англ. National Forest): Чероки, Писга и Нантахала. На юго-востоке Грейт-Смоки-Маунтинс граничит с индейской резервацией Куалла-Баундари, центром которой считается статистически обособленная местность Чероки. Другие заметные населённые пункты в окрестностях парка — города Гетлинбург, Пиджон-Фордж, Севьервилл, Таунсенд, Брайсон-Сити и Сылва.
Перепад высот — от 256 м (840 футов) над уровнем моря в районе ручья Абрамс-Крик (Abrams Creek) до 2025 м (6643 фута) на вершине горы Клингменс-Дом (Clingman’s Dome). Другие значимые вершины парка — Гюйо (Mount Guyot, 2018 м), ЛеКонт (Mount Le Conte, 2010 м), Кефарт (Mount Kephart, 1895 м), Коллинз (Mount Collins, 1886 м).
В парке берут начало несколько рек и ручьёв, большинство которых является частью бассейна реки Теннесси. Наиболее известные потоки — река Оконалуфти (Oconaluftee), ручьи Хейзл-Крик (Hazel Creek), Игл-Крик (Eagle Creek), Форни-Крик (Forney Creek) на юге, реки Литл-Пиджн-Ривер (Little Pigeon River) и Литтл-Ривер (Little River), ручей Абрамс-Крик на севере.

### Геология
Грейт-Смоки-Маунтинс расположен на склонах южной части Аппалач, представляющих собой водораздел между Атлантическим океаном и бассейном Миссисипи. Однако история развития рельефа в районе парка берёт своё начало задолго до возникновения этой горной системы — более миллиарда лет назад, когда разделение на континенты ещё не состоялось, а, по мнению ряда учёных, существовала единая земная твердь, известная как Родиния.
В конце докембрия в процессе длительного столкновения плит земля в этом месте начала приподниматься, и возникло доисторическое нагорье, состоящее из скальных пород — гранита и гнейса. В настоящее время сохранившиеся остатки этих пород можно увидеть в юго-восточной части парка в районе долины реки Рэвен-Форк (Raven Fork) и в верхнем течении реки Тукасиджи (Tuckasegee) между городами Чероки и Брайсон-Сити. С течением времени в результате эрозии образованная возвышенность начала разрушаться, и скопления осадочных пород, образованных смесью глины, илистых отложений, песка, галечника и небольшого количества карбоната кальция, стали вымываться на дно близлежащих котловин, образовав несколько слоёв общей толщиной более 14 км (9 миль). Возраст самого древнего слоя осадочных отложений в парке оценивается в 545—800 млн лет, более позднего — в эпоху палеозоя 450—545 млн лет назад.
Под действием тепла и давления скопления рыхлых пород подверглись метаморфозу — минеральному и структурному изменению, в конечном счёте образовав неоднородную по своему составу формацию, получившую название Ocoee Supergroup. Разница в типах пород, характеризующих эту формацию, объясняется различием климатических и топографических условий, под воздействием которых шло их образование. В залежах песчаника и глинистого сланца в северо-западной части парка можно найти норы и следы червей, а также раковины ракообразных, живших когда-то здесь на мелководье древнего моря. В отложениях известняка в долине Кейдс-Коув находят окаменелости, чей возраст оценивается в 450 млн лет.
В промежутке между 310 и 245 млн лет назад восточный край Северо-Американской тектонической плиты столкнулся с Африканской плитой, в результате чего возник новый суперконтинент (Родиния распалась около 750 млн лет назад), описанный под названием Пангея. Это столкновение, сопровождавшееся землетрясениями, привело к возникновению горной системы Аппалачи, протянувшейся вдоль восточного побережья Северной Америки от Алабамы до Новой Шотландии. Первоначальные пласты осадочных пород подверглись деформации, образовав складки, сжатия либо разрывы. Огромные массы наиболее древних скальных пород, похороненных на большой глубине, были сдвинуты в северо-западном направлении и вдоль вновь образованного горизонтального сдвига, получившего название Great Smoky Fault, вынесены поверх более поздних осадочных образований. Впоследствии плиты снова разошлись, и Пангея распалась на отдельные континенты, постепенно принявшие современные очертания.
Молодые Аппалачи были значительно выше, чем сейчас: по высоте их можно было сравнить со Скалистыми горами на западе Америки. Как и в первом случае, действие льда, ветра и воды привело к постепенному разрушению гор. Наиболее устойчивые к эрозии кристаллические породы, такие как метапесчаник, образовали сильно изрезанные вершины, а более рыхлые метаморфизированный алеврит и сланцы вымывались в сторону Атлантического океана и Мексиканского залива, став основным компонентом приморских пляжей.

### Климат
Климат в окрестностях национального парка умеренный, в целом характеризуется мягкой зимой и жарким влажным летом. В среднем, самым тёплым месяцем считается июль, самым прохладным — январь. По наблюдениям в районе Гетлинбурга (нижняя часть парка), максимальная температура (+41,1 °C) была зарегистрирована 29 июня 1936 года, минимальная (−27,8 °C) 21 января 1985 года.
Зима длится с середины ноября по февраль, при этом примерно в половине дней температура достигает +10 °C и выше. В ночное время типичны заморозки. В отдельные периоды возможны экстремальные понижения температуры вплоть до −29 °C, особенно в верхней части парка, при этом обильные снегопады на верхних склонах нередко контрастируют с тёплой погодой у подножий гор. Снежный покров в горах типичен в январе — феврале, его толщина на вершине Клингменс-Дом может достигать 660 мм.
Весна с марта по май, характеризуется частыми и резкими перепадами погоды, особенно в марте: безоблачное небо в течение нескольких часов может смениться обильным снегопадом. Средний максимум в первой половине весны в долинах достигает 16 °C, средний минимум 6 °C. При этом ночью температура нередко опускается ниже нуля. Начиная с середины апреля, средние дневные температуры повышаются до 20 и выше градусов, заморозки в низовьях становятся редким явлением, хотя на вершинах ещё довольно часты. В апреле становятся обычными послеполуденные дожди, норма осадков при этом достигает 135 мм. В мае температура становится ещё более тёплой: дневные максимумы варьируют в пределах 20—30 °C, минимумы в пределах 5—15 °C. Средний уровень осадков в мае сравним с апрельским.
Лето очень жаркое, влажное и с частой маревой дымчатой завесой, продолжается с июня по август (благодаря характерному туману, образованному в результате охлаждения тёплого влажного воздуха Мексиканского залива, горы получили название «дымчатые» — smoky). Во второй половине дня обычны ливневые дожди и грозы, ежемесячная норма осадков в долинах достигает 145, а на вершинах 211 мм. Температура в нижней части парка нередко превышает 30 °C, однако в верхней она заметно ниже и более благоприятна для человека. Так, на вершине горы ЛеКонт (2010 м над уровнем моря) никогда не было зарегистрировано температур выше 26 °C.
Осень с сентября по середину ноября, характеризуется ясной погодой и более низкими температурами. Тёплые дни чередуются прохладными ночами, средние максимумы варьируют от 24—28 °C в сентябре до 13—18 °C в ноябре. Первые заморозки чаще всего наступают в конце сентября, а в конце ноября средняя ночная температура обычно находится около нуля. Осень — наиболее сухое время года, осадки выпадают редко. Постоянный снежный покров на вершинах возможен с начала ноября.
| Показатель                    | Янв. | Фев. | Март | Апр. | Май  | Июнь | Июль | Авг. | Сен. | Окт. | Нояб. | Дек. | Год  |
| ----------------------------- | ---- | ---- | ---- | ---- | ---- | ---- | ---- | ---- | ---- | ---- | ----- | ---- | ---- |
| Средний суточный максимум, °C | 10,5 | 12,2 | 16,1 | 21,7 | 26,1 | 30   | 31,1 | 30,6 | 28,3 | 22,8 | 16,1  | 11,1 | 21,4 |
| Средний суточный минимум, °C  | −2,2 | −1,7 | 1,1  | 5,6  | 10   | 14,4 | 15,0 | 15,6 | 12,8 | 6,1  | 0,6   | −2,2 | 6,3  |
| Норма осадков, мм             | 122  | 122  | 135  | 114  | 114  | 132  | 145  | 135  | 76   | 79   | 86    | 114  | 1374 |
| Источник: Официальный сайт    |      |      |      |      |      |      |      |      |      |      |       |      |      |

| Показатель                    | Янв. | Фев. | Март | Апр. | Май  | Июнь | Июль | Авг. | Сен. | Окт. | Нояб. | Дек. | Год  |
| ----------------------------- | ---- | ---- | ---- | ---- | ---- | ---- | ---- | ---- | ---- | ---- | ----- | ---- | ---- |
| Средний суточный максимум, °C | 1,7  | 1,7  | 3,9  | 9,4  | 13,9 | 17,2 | 18,3 | 17,8 | 15,6 | 11,7 | 5,6   | 2,8  | 10,0 |
| Средний суточный минимум, °C  | −7,2 | −7,7 | −4,4 | 1,1  | 6,1  | 9,4  | 11,7 | 11,1 | 8,3  | 3,3  | −2,2  | −6,1 | 2,0  |
| Норма осадков, мм             | 178  | 208  | 208  | 165  | 152  | 175  | 211  | 173  | 130  | 137  | 163   | 185  | 2085 |
| Источник: Официальный сайт    |      |      |      |      |      |      |      |      |      |      |       |      |      |

## История парка
В отличие от западной части США, где первые в истории страны (и мира) национальные парки вроде Йеллоустона были созданы на незаселённых и контролируемых федеральными властями землях, образование Грейт-Смоки-Маунтинс изначально требовало значительных капиталовложений для выкупа приватизированных участков у многочисленных фермеров и коммерческих предприятий.
До прихода белых людей земли, на которых в настоящее время расположен Грейт-Смоки-Маунтинс, населяли североамериканские индейцы, относящиеся к народу чероки. Первыми из европейцев южную часть Аппалачей исследовала экспедиция испанского мореплавателя и конкистадора Эрнандо де Сото, искавшего в этих местах золото в 1540 году. Хотя участники экспедиции, по всей видимости, не вступали на территорию собственно парка, они, без сомнения, могли видеть его наиболее заметные вершины — Клингменс-Дом, Гюйо, ЛеКонт и Каммерер. Европейцы принесли с собой оспу, которая оказалась смертельной для незнакомых с ней местных жителей.
В 1775 году изучением природы южных Аппалачей начал заниматься известный натуралист Уильям Бартрам, а ещё через 20 лет в долине реки Оконалуфти появилась первое фермерское хозяйство. Наиболее раннее неиндейское поселение было образовано примерно в 1818—1821 годах во внутренней долине Кейдс-Коув (Cades Cove), отдельные избы и церкви XIX — первой половины XX веков сохранились и пользуются популярностью у туристов.
В 1830 году президент США Эндрю Джексон подписал закон о переселении индейцев (англ. Indian Removal Act), которым было положено начало насильственному выселению коренных жителей в необжитые районы страны к западу от реки Миссисипи (туда, где ныне находится штат Оклахома). Большая часть индейцев согласилась на предложенный властями «обмен землями», однако отколовшиеся от них несколько сотен человек предпочли укрыться в пещерах и на труднодоступных горных склонах, на которых впоследствии и был образован парк. Впоследствии им разрешено было остаться в Северной Каролине, и их потомки, образовавшие восточную ветвь чероки, до настоящего времени живут в индейской резервации Квалла-Боундари (Qualla Boundary), созданной к юго-востоку от границы заповедной зоны.
С появлением белого населения в горных лесах начала быстро развиваться индустрия заготовки древесины — вначале её сплавляли по реке с бурным течением Little River, а начиная с 1901 года транспортировали по только что построенной небольшой железной дороге, получившей название Little River Railroad. Эта дорога действовала вплоть до 1939 года между местечком Элкмонт (Elkmont, в настоящее время здесь находятся парковая егерская станция и кемпинг) и расположенным у подножия гор городком Мэривилл.
Интенсивная вырубка лесов нарушила девственную красоту края, и первые предложения о создании в этих местах природоохранной зоны возникли ещё в 1890-х годах. В Легислатуру Северной Каролины был даже внесён соответствующий законопроект, который тем не менее не прошёл через голосование депутатов. Наиболее крупные инициативные группы общественных деятелей были организованы в городах Ноксвилл (Теннесси) и Эшвилл (Северная Каролина); каждая из этих групп ратовала за создание парка в пределах своего родного штата. Запросы активистов были направлены в Вашингтон, при этом первую скрипку в реализации идеи играли вовсе не экологи и рыбаки, а многочисленные автомобильные клубы, заинтересованные в строительстве дорог вдоль красивых мест. Дело сдвинулось с мёртвой точки в мае 1926 года, когда Конгресс одобрил, а президент Джон Кулидж подписал законопроект о выкупе необходимых участков земли под два будущих парка, оба на склонах Аппалачей — Грейт-Смоки-Маунтинс и Шенандоа. Несмотря на это решение, основные заботы по сбору средств ложились на власти штатов и частных сборщиков, так как федеральное правительство не имело для этого достаточных полномочий.
Деньги шли из разнообразных источников: по 2 миллиона долларов выделили власти штатов Северная Каролина и Теннесси, миллион собрали частные лица (включая школьников, устроивших на базе учебных заведений сбор одноцентовых монет) и общественные организации. Недостававшие 5 миллионов пожертвовал Фонд памяти Лауры Спелман Рокфеллер (Laura Spellman Rockefeller Memorial Fund), контролируемый нефтяным магнатом и филантропом Джоном Д. Рокфеллером-младшим. Значительный вклад в создание заповедника внесли автор книг о жизни в условиях дикой природы Хорас Кефарт (Horace Kephart, 1862—1931) и известный фотограф Джордж Маса (George Masa, 1881—1933). В честь них, немного не доживших до основания, названы вершины Mount Kephart и Masa Knob. Постепенно горные поселенцы, владельцы ферм, бумажных фабрик, рудников и лесозаготовители были вытеснены за пределы парка, при этом во многих случаях хозяева завышали цену земли либо обращались в суд.
Следующим шагом стал юридический запрет на обработку земли и заготовку древесины, затем в 1931 году был назначен первый управляющий. Днём рождения парка считается 15 июня 1934 года, когда штаты передали 300 тыс. акров выкупленной земли федеральному правительству, а Конгресс вынес законодательный акт, согласно которому было начато обустройство парка. В годы Великой депрессии рабочие, нанятые Гражданским корпусом охраны окружающей среды, Управлением общественных работ, (WPA) и другими федеральными агентствами в рамках провозглашённого президентом Нового курса, работали на прокладке туристических маршрутов и строительстве объектов инфраструктуры парка. 2 сентября 1940 года президент Франклин Делано Рузвельт, выступая возле нового памятника Рокфеллеру, находящегося аккурат на границе штатов, торжественно объявил об официальном открытии парка «на вечную радость людям» (англ. for the permanent enjoyment of the people).
Немалую роль в популяризации парка сыграла ЮНЕСКО. В июне 1976 года в рамках программы ЮНЕСКО «Человек и биосфера» этой охраняемой природной зоне был присвоен статус международного биосферного резервата, в 1983 году — статус природного объекта Всемирного наследия. В 1988 году Грейт-Смоки-Маунтинс был объявлен частью более обширного Южно-Аппалачского биосферного резервата (англ. The Southern Appalachian Man and the Biosphere Reserve), куда, помимо собственно парка, были включены Гидрологическая лаборатория Ковита (англ. Coweeta Hydrologic Laboratory), гора Грандфазер-Маунтин, парк штата Маунт-Митчелл, Национальный исследовательский парк Оук-Ридж (англ. Oak Ridge National Environmental Research Park) и долина реки Теннесси (англ. Tennessee River Gorge).

## Растительный покров
Почти 95 % парка покрыто лесами, при этом около 80 % территории охватывают различные вариации широколиственного леса. По различным оценкам, от 20 до 36 % территории занимают реликтовые, почти не затронутые хозяйственной деятельностью человека леса́. В соответствии с видовым разнообразием экологи выделяют 5 основных лесных экосистем: аппалачский лес, северный смешанный лес, елово-пихтовый лес, тсуговый лес и дубово-сосновый лес. Каждая из этих экосистем характерна для определённого типа ландшафта и высотности. На территории парка встречается почти 1600 видов цветковых растений, 2250 видов грибов, 284 вида мхов, 305 видов лишайников и 150 видов печёночных мхов. Здесь произрастает 142 вида деревьев — больше, чем в любом другом парке Северной Америки. Безлесые участки парка покрыты луговой травянистой растительностью, виноградником и вереском. Кроме того, небольшая часть хребта между перевалом Ньюфаунд-Гэп (Newfound Gap) и Гетлинбургом представляет собой оголённую скалистую поверхность.

### Аппалачский лес
Эта разновидность широколиственного леса, также известная как смешанный мезофитный лес, встречается исключительно в Южных Аппалачах и среди других твердолиственных типов леса выделяется чрезвычайно большим разнообразием лесообразующих пород.
Их изобилие объясняется прежде всего тем, что во времена последнего ледникового периода, который не задел эту часть гор, здесь произошло смешение местной флоры с более северной, отступавшей на юг вслед за похолоданием. Биоразнообразию способствуют благоприятные условия: сочетание более прохладного в сравнении с равнинными участками климата, высокая влажность, наличие богатых плодородных почв и отгороженность от внешних ландшафтов, беззащитных перед воздействием экстремально высоких либо низких температур. Наконец, сыграли роль более слабое развитие сельского хозяйства и отсутствие пастбищных животных. Типичные места произрастания классического аппалачского леса — речные долины, закрытые котловины и пологие склоны в нижней части гор, чаще всего в северной части хребта, на высоте до 760—1220 м (2500—4000 футов) над уровнем моря. На высоте 1220—1370 м над уровнем моря для аппалачского леса характерны отдельные элементы северного смешанного леса.
Растительность верхнего яруса представлена многочисленными мезофитами — липой американской, клёном сахарным, клёном красным, конским каштаном жёлтым, буком крупнолистым, тюльпанным деревом, халезией каролинской (Halesia carolina), берёзой вишнёвой, магнолией длиннозаострённой, ясенем американским, черёмухой поздней. Нижний древесный ярус разрежён, здесь, в частности, можно встретить кизил цветущий (Cornus florida), граб каролинский, магнолию трёхлепестную, магнолию Фразера (Magnolia fraseri), хмелеграб виргинский, клён колосистый, клён пенсильванский, азимину трёхлопастную.
Кустарниковый ярус представлен неравномерно, отдельными пятнами. Наиболее характерные виды этого пояса — гортензия древовидная (Hydrangea arborescens), каликант цветущий, кизил супротивнолистный, вида Lindera benzoin. Одна из отличительных особенностей аппалачского леса — пышный и богатый по видовому составу травяной покров, включая разнообразные папоротники. Среди множества видов наиболее часто встречаются воронец кистевидный (Actaea racemosa), травянистые растения: Trillium erectum, Caulophyllum thalictroides, Impatiens pallida, крапива канадская, ядовитое многолетнее растение Агератина альтиссима, лапортея, Адиантум стоповидный, Polystichum acrostichoides, Asarum canadense и многие другие.

### Северный смешанный лес
Северный смешанный, или северный твердолиственный лес (англ. northern hardwood forest) характерен для большей части северо-востока США и южной Канады, включая Новую Англию, штат Нью-Йорк, область Великих озёр и Миннесоту. В пределах парка он произрастает в ложбинах водотоков, на вершинах и склонах гор между 1220 и 1520 м (4000 и 5000 футов соответственно) над уровнем моря, большей частью в Северной Каролине. Как и в случае аппалачского, в этой разновидности леса доминируют мезофиты, в первую очередь бук крупнолистный, берёза аллеганская и конский каштан жёлтый. Последний отсутствует в классических смешанных лесах севера, однако, с другой стороны, там доминирует сосна веймутова, не характерная для этого типа леса в Грейт-Смоки-Маунтинс. На более прохладных северных склонах Теннесси к типичным породам добавляется ель красная.
Другие широколиственные породы этого леса — липа американская, клён сахарный, ясень американский, черёмуха поздняя, небольшое дерево Halesia tetraptera. Часто встречается кустарниковая разновидность калины Viburnum lantanoides, однако полностью отсутствуют или встречаются очень редко вид рябины Sorbus americana и липа американская. Подлесок представлен клёном американским, магнолией длиннозаострённой, хмелеграбом обыкновенным, клёном колосистым, рябиной Pyrus americana и иргой гладкой (Amelanchier laevis). Травяной покров, как правило, густой и разнообразный.

### Елово-пихтовый лес
Этот тип хвойного леса (англ. spruce-fir forest) встречается лишь в верхней части гор на высоте 1520—1830 м (5000—6000 футов) над уровнем моря. Местный относительно прохладный климат сравним с таковым в американском штате Мэн и канадской провинции Квебек — по этой причине растительность отражает более северный, бореальный характер. Другие особенности этого леса — часто тонкий, но богатый гумусом слой почвы и ещё большее, в сравнении с другими экосистемами, количество осадков. Ключевые древесные породы — ель красная и пихта Фразера (Abies fraseri), однако соотношение между ними неоднородно: если на нижней границе леса пихта Фразера встречается лишь эпизодически, то на верхней занимает около 75 % всего верхнего яруса. По этой причине ряд авторов выделяют особый подтип леса, растущий на самых высоких вершинах свыше 1800 м, — пихтовый лес (англ. fraser fir forest). В верхнем ярусе леса можно встретить также берёзы бумажную и аллеганскую, клён колосистый, черёмуху пенсильванскую (Prunus pensylvanica) и рябину Sorbus americana.
Кустарниковая растительность редкая, но местами образует густые заросли. Наиболее типичные представители этого яруса: калина Viburnum lantanoides, кустарниковая разновидность клюквы вакциниум красноплодный, бузина красная, падуб Ilex montana, рододендрон кэтевбинский (Rhododendron catawbiense). Травяной слой, как правило, пышный; среди множества видов преобладают Oxalis montana, кочедыжник женский, Dryopteris campyloptera, Cacalia (Senecio) rugelia. Специалисты отмечают, что елово-пихтовый лес не всегда восстанавливается после вырубки: на обращённых к югу склонах заготовка древесины привела в значительному вымыванию почвы, необходимой для его воспроизводства.

### Тсуговый лес
Тсуговый лес (англ. hemlock forest) произрастает на кислых почвах по берегам ручьёв на влажных, тенистых и зачастую крутых склонах в нижнем и среднем поясе гор на высоте до 460—1370 м (1500—4500 футов) над уровнем моря. По оценкам специалистов, на территории парка до настоящего времени сохранилось около 3000 акров (~1200 гектаров) реликтового тсугового леса. Его основная образующая порода — тсуга канадская с гигантскими, до 45 м высотой, стволами. В нижней части парка древесная флора леса более разнообразна, наряду с тсугой здесь можно встретить платан западный и некоторые другие виды. В лесу среднего возраста в его кроне могут доминировать также тюльпанное дерево, клён красный и берёза вишнёвая, однако с возрастом тсуга в связи с более высокой теневыносливостью и долговечностью постепенно вытесняет другие виды верхнего яруса. Отдельные деревья тсуги канадской могут присутствовать также в более разнообразном аппалачском лесу.
Подлесок представлен густыми зарослями рододендрона крупнейшего (Rhododendron maximum), иногда в сочетании с кальмией широколистной (Kalmia latifolia) или леукотоэ Дефонтена (Leucothoë fontanesiana). Флора нижнего яруса небогата; в местах, где вышеупомянутые растения отступают, почву покрывают кустарнички: гамамелис вирджинский, Euonymus americana, черника тычиночная (Vaccinium stamineum), Viburnum lantanoides, Stewartia ovata. Типичные для леса травы включают в себя виды , Viola rotundifolia, Tiarella cordifolia, Aster cordifolius, Medeola virginica и другие.

### Дубово-сосновый лес
Дубово-сосновый лес (англ. oak-pine forest) преобладает на относительно сухих открытых склонах и хребтах, чаще всего в западной части парка. Несмотря на обилие осадков, вследствие небольшой глубины почв влага быстро уходит, что приводит к периодическим пожарам, необходимым для воспроизводства этого леса. Растительность ксерическая (засухоустойчивая); типичные лесообразующие породы — дубы красный, шарлаховый (Quercus coccinea), бархатистый (Quercus velutina) и горный (Quercus montana), а также сосны — колючая (Pinus pungens), жёсткая (Pinus rigida) и веймутова. Местами к перечисленным породам добавляются гикори: горький (Carya cordiformis), войлочный (Carya tomentosa) и голый (Carya glabra). Другие сопутствующие виды древесной растительности верхнего и второго ярусов — каштан низкорослый, каштан американский, сассафрас беловатый (Sassafras albidum), нисса лесная (Nyssa sylvatica), клён красный, тсуга каролинская (Tsuga caroliniana) и оксидендрум древовидный (Oxydendrum arboreum).
Кустарниковый ярус, как правило, хорошо развит; в нём преобладает вересковая флора: кальмия широколистная, гейлюссакии ягодная (Gaylussacia baccata) и медвежья (Gaylussacia ursina), черника бледная (Vaccinium pallidum). Другие часто встречающиеся кустарники: черника тычиночная (Vaccinium stamineum), рододендроны катэвбинский и крупнейший, симплокос красильный (Symplocos tinctoria), комптония иноземная (Comptonia peregrina) и вид Leucothoë recurva. Местами обильны сассапариль сизая (Smilax glauca) и сассапариль круглолистная (Smilax rotundifolia). Травянистые растения включают в себя эпигею ползучую, зимолюбку метельчатую (Chimaphila maculata), Galax urceolata, схизахириум метельчатый (Schizachyrium scoparium), Melampyrum lineare, Coreopsis major, орляк обыкновенный, Tephrosia virginiana Mitchella repens и некоторые другие виды.
Помимо собственно дубово-соснового леса, ряд авторов описывает ещё несколько категорий смешанных лесов с участием различных видов дуба. Так, американский лесовод и преподаватель Дэн Уилльямс выделяет смешанный дубово-гикорево-красно-кленовый (англ. mixed oak-hickory-red marple forest), горно-дубовый-гикорево-красно-кленовый (mixed англ. chestnut oak-hickory-red marple forest), красно-дубовый-гикорево-красно-кленовый (mixed англ. northern red oak-hickory-red marple forest), высотный красно-дубовый (англ. high elevation northern red oak) и высотный бело-дубовый (англ. high elevation white oak) леса.
| |  |  |  |  |
| Царство весенних цветов — Penstemon canescens, Cypripedium pubescens, Lilium superbum, Eupatorium fistulosum, Dicentra eximia |  |  |  |  |

## Фауна
В парке обитает более 200 видов птиц, 65 видов млекопитающих, 67 видов местных рыб и около 80 различных рептилий и амфибий.

### Млекопитающие
В настоящее время в национальном парке Грейт-Смоки-Маунтинс встречаются 66 видов млекопитающих, наиболее крупным из которых считается олень вапити (в зависимости от классификации, самостоятельный вид либо подвид благородного оленя) с массой самцов до 315 кг. Это животное было полностью истреблено в восточной части США ещё в XIX веке (последнее сообщение об убитом в Южных Аппалачах олене датируется 1865 годом), однако в 2000—2008 годах в качестве эксперимента около 200 особей были завезены и выпущены на волю в различных частях штата Теннесси, в том числе более 50 — на территории собственно национального парка. Самым маленьким млекопитающим является редкий вид бурозубок — бурозубка-крошка (Sorex hoyi) — вес этого крохотного создания сравним с весом американской десятицентовой монеты.
Наиболее крупный и заметный хищник — чёрный медведь, встречающийся во всех высотных поясах и в любом уголке парка, включая населённые людьми кемпинги. Общая численность этих зверей в пределах парка оценивается в 1500 особей, то есть приблизительно одна пара на квадратную милю. Животные не впадают в типичную зимнюю спячку (процесс, известный под названием гибернация), однако в холодное время года малоподвижны и подолгу спят. Нередко в качестве «берлоги» выбирается место высоко над землёй, например, дупла в стволах деревьев. Другие обычные и многочисленные представители млекопитающих — белохвостый олень, обыкновенная и серая лисицы, енот-полоскун, виргинский опоссум, полосатый скунс, восточный бурундук, каролинская и красная белки. Скрытный образ жизни ведут койот и рыжая рысь. Некогда в окрестных лесах обитала пума, однако начиная с середины 1970-х годов следы этого хищника обнаружить не удаётся, несмотря на периодически появляющиеся сообщения от посетителей.
Фауна парка представлена 11 видами летучих мышей, четыре из которых являются перелётными, а оставшиеся впадают в зимнюю спячку. Наиболее многочисленны из них большой бурый кожан (Eptesicus fuscus), красный волосатохвост (Lasiurus borealis) и восточноамериканский нетопырь (Pipistrellus subflavus). В парке отмечена крупнейшая колония индианской ночницы (Myotis sodalis) — вида, в Международной Красной книге получившего статус таксона, находящегося под угрозой исчезновения (категория EN). Многие пещеры парка — основные места обитания некоторых видов летучих мышей — закрыты для посещения. Самый многочисленный отряд млекопитающих, представленный 27 видами, — грызуны. Из них чаще других встречаются олений (Peromyscus maniculatus) и белоногий (Peromyscus leucopus) хомячки, однако обычно их встретить можно лишь ночью, когда они наиболее активны. В лесах обычны белки и бурундуки, на лугах и вдоль дорог нередко можно встретить лесного сурка. В хвойных лесах в верхней части гор обитает относительно редкая «крылатая» белка — северная летяга (Glaucomys sabrinus), на реках строят запруды канадские бобры.

### Птицы
Значительный перепад высот, разнообразие ландшафтов и биотопов в Грейт-Смоки-Маунтинс (как и регионе Южных Аппалачей в целом) способствуют богатому орнитологическому разнообразию в этом регионе. В общей сложности в различные периоды года на территории парка отмечено свыше 240 видов птиц, из которых почти 120 (в том числе 52 главным образом неотропических) гнездится. Шестьдесят видов встречаются в парке круглогодично. Парк также является важнейшим «перевалочным пунктом» для многих перелётных видов, которые выбирают его для отдыха и подкормки во время сезонной миграции из более северных широт в южные и обратно.
Часть видов весьма пластична в выборе мест обитания и приспосабливается к различным типам ландшафтов, другая встречается лишь в определённом горном поясе и в соответствии с необходимыми им микроклиматом и типом растительности. Хвойные елово-пихтовые леса, произрастающие на высоте свыше 1200 м над уровнем моря, населяют птицы, основные участки ареала которых характерны для северных широт: черношапочная гаичка, золотоголовый королёк, канадский поползень, североамериканский мохноногий сыч, еловый лесной певун, канадская вильсония, бурый короткоклювый дрозд и крапивник. В зарослях ежевики, которые можно встретить в нижней части парка, обычен желтошапочный лесной певун; в хвойных и смешанных лесах среднего и верхнего пояса широко распространён серый юнко.
Аппалачский и северный твердолиственный леса — экосистемы, в которых произошло смешение преимущественно северных и тропических видов птиц, при этом и те, и другие гнездятся здесь на периферии (южной и северной соответственно) своего гнездового ареала. К первой категории из этой группы относятся сероголовый виреон, красногрудый кардинал, синеспинный лесной певун, ко второй — красноглазый виреон (Vireo olivaceus), красный кардинал, капюшонная вильсония (Wilsonia citrina) и некоторые другие виды. Наибольшее разнообразие видов отмечено в широколиственных лесах среднего и нижнего пояса гор с более жарким и влажным климатом. Среди наиболее часто встречающихся здесь видов — пушистый дятел (Picoides pubescens), североамериканская совка, опоясанный пегий зимородок, каролинская гаичка, каролинский кустарниковый крапивник (Thryothorus ludovicianus), певчая зонотрихия, американский чиж. Летом здесь гнездятся также желтоклювая кукушка (Coccyzus americanus), восточный эмпидонакс (Empidonax virescens), лесной дрозд (Hylocichla mustelina), желтогорлый виреон (Vireo flavifrons), пегий певун (Mniotilta varia), золотоголовый дроздовый певун, Parkesia motacilla, красно-чёрная пиранга, индиговый овсянковый кардинал, струйчатая овсянка. Среди обычных зимних обитателей парка — миртовый лесной певун и белошейная зонотрихия (Zonotrichia albicollis).
Безлесые травянистые участки парка занимают менее одного процента всей территории парка, однако некоторых птиц можно встретить лишь здесь. Среди типичных представителей открытых ландшафтов краснохвостый сарыч, воробьиная пустельга, виргинская американская куропатка, дикая индейка, крикливый зуёк (Charadrius vociferus), восточная сиалия, полевая овсянка (Spizella pusilla), восточный луговой трупиал (Sturnella magna). Летом здесь гнездятся королевский тиранн (Tyrannus tyrannus), деревенская ласточка, жёлтая древесница и садовый цветной трупиал (Icterus spurius).

### Рыбы
Совокупная протяжённость различной величины водотоков в национальном парке превышает 3400 км, из которых около 1300 км (800 миль) населяют более 60 видов рыб двенадцати семейств, включая миног, окуневых, центрарховых, карповых, чукучановых и лососёвых. Последние представлены тремя рыболовными видами, однако только один из них — американская палия (Salvelinus fontinalis) — является коренным жителем этих мест, а два других (кумжа и радужная форель) интродуцированы из Евразии и рек, впадающих в Тихий океан. Вследствие конкуренции с более продуктивной радужной форелью район распространения палии в парке сократился почти вчетверо, начиная с первой половины XX века.
Четыре вида, обитающих либо ранее обитавших в нижнем течении ручья Абрамс-Крик, находятся под охраной федеральных властей США и Международной Красной книги. Виды Erimonax monacha и Noturus flavipinnis имеют статус уязвимого вида (категория VU), Noturus baileyi и Etheostoma percnurum — находящегося под угрозой исчезновения (категория EN). В планах администрации парка реинтродуцировать эти виды в коренные места их обитания.

### Пресмыкающиеся и земноводные
В описаниях герпетофауны парка в первую очередь делают акцент на необычайно большом биоразнообразии саламандр, нередко называя парк «столицей мира» этой группы земноводных. При этом в любое время года количество этих животных в Грейт-Смоки превышает суммарное количество всех остальных позвоночных, включая людей — работников и посетителей парка. Известно, что Южные Аппалачи являются мировым центром эволюционной диверсификации безлёгочных саламандр; благодаря этому на территории парка встречается 24 вида земноводных только из этого семейства. Помимо безлёгочных, в парке можно встретить саламандр из четырёх других семейств: амбистомовых, скрытожаберников, протей и настоящих саламандр. В парке обитает 13 видов бесхвостых земноводных — лягушек и жаб.
Рептилии представлены восемью видами черепах, девятью видами ящериц и 21 видом змей. Подавляющее большинство змей не представляет опасности для человека, ядовитыми считаются только медноголовый щитомордник и полосатый гремучник (Crotalus horridus). Вероятность нападения чрезвычайно мала; за всю историю парка не зарегистрировано ни одного смертельного случая, связанного с укусом змеи.
|                                                                                     |  |  |  |  |
| Безлёгочные саламандры — подстилочная, имитатор, тюленья, пунктирная и долгохвостая |  |  |  |  |

## Исторические районы и поселения
В XIX — первой половине XX веков на территории будущего парка существовало несколько поселений белых людей, в дальнейшем получивших официальный статус исторических районов (англ. historical district). Многие жилые дома, сельскохозяйственные постройки, церкви и кладбища сохранились до нашего времени и открыты для посещения.

### Исторический район Кейдс-Коув
Кейдс-Коув (англ. Cades Cove) — закрытая долина, полностью расположенная внутри национального парка. С геологической точки зрения она представляет собой известняковое тектоническое окно — изолированный участок горных пород, образованный в результате эрозии докембрийского песчаника и обнаживший более ранний палеозойский известняк. Плодородные почвы долины привлекали к себе древних земледельцев. Лежащие на поверхности отложения относятся к ордовикскому периоду, их возраст оценивается в 340—570 млн лет. Как исторический район (Cades Cove Historic District) Кейдс-Коув был включён в национальный реестр исторических мест США в 1977 году.
Несмотря на плодородие почв, археологам пока не удалось обнаружить здесь крупных индейских поселений доколумбова периода. Известно, что в XVIII веке через долину проходила одна из двух троп, которой пользовались индейцы для пересечения гор с юга на север (в современном понимании, из Теннесси в Северную Каролину), этим же путём воспользовались европейские торговцы в начале 1740-х годов. В 1797 году здесь было обнаружено индейское поселение Цийяхи (Tsiyahi), что в переводе означало «место, где водятся выдры». В честь вождя чероки Кэйда (Kade) долина получила своё название, хотя о самом вожде практически не осталось воспоминаний, за исключением упоминания его имени в записях торговца по имени Питер Снайдер (Peter Snider), жившего неподалёку. После подписания так называемого «Соглашения Колхона» (Treaty of Calhoun) в 1819 году, по которому произошло разделение зон ответственности, поселение опустело, однако вплоть до выселения индейцев вглубь Америки между ними и пришлым населением периодически возникали междоусобные стычки.
Первые белые переселенцы появились в долине между 1818 и 1821 годами, ими стали ветеран англо-американской войны 1812 года Джон Оливер (John Oliver) со своей супругой. Хижина Джона Оливера, построенная им около 1822 года и сохранившаяся до наших дней, считается наиболее старым построенным европейцами сооружением в парке. Строительство посёлка началось после 1821 года, когда ветеран войны за независимость Уильям Типтон (William Tipton) приобрёл здесь обширные участки земли. К 1850 году население Кейдс-Коув составляло уже 685 человек, а размер фермерских хозяйств — от 0,6 до 1,2 км² (150—300 акров). В годы гражданской войны (1861—1865) большая часть населения поддерживала войска Севера, сам посёлок сильно пострадал от многочисленных нападений партизан конфедератов, угонявших скот и убивавших своих противников. Заметно поредевшее за время войны население смогло восстановить свою численность лишь к началу XX века.
Из всех окрестных селений Кейдс-Коув дольше других сопротивлялся возникновению национального парка. На первом этапе жители согласились было на это при условии, что их собственность не будет включена в реестр. Однако в 1927 году власти Теннесси подписали билль о выделении средств и дали права специальной комиссии на экспроприацию земель. Прошло несколько судебных тяжб, прежде чем в 1937 году последние собственники освободили долину. Тем не менее, расположенная здесь баптистская церковь продолжала собирать прихожан вплоть до 1960-х годов вопреки воле властей. Администрация снесла большинство построек, оставив только те из них, которые представляли собой историческую ценность. В настоящее время в районе Кейдс-Коув расположены информационный центр, кемпинг и зона отдыха (англ. picnic area).

### Исторический район Элкмонт
Элкмонт (англ. Elkmont) — территория в долине верхнего течения реки Литтл-Ривер (Little River), на которой в разное время находились община первых переселенцев, промышленный городок, занимавшийся заготовкой древесины, и курортный посёлок. Статус исторического района в национальном реестре исторических мест был присвоен Элкмонту в 1994 году. Собственно территория представляет собой узкую и плоскую долину в месте впадения ручья Джейкс-Крик (Jakes Creek) в реку Литтл-Ривер, с трёх сторон окружённую крутыми склонами горных вершин — Мейгс на западе (Meigs Mountain), Шугарленд (Sugarland Mountain) на востоке и Коув (Cove Mountain) на севере.
Предположительно, первым жителем Элкмонта стал некто Джекоб Хаузер (Jacob Hauser), занимавшийся поисками золота и в 1840-е годы основавший здесь колонию, впоследствии названную Литтл-Ривер (в буквальном переводе с английского «маленькая река»). Как и другие жители окрестных поселений, колонисты вели натуральное хозяйство — выращивали кукурузу, яблоки, разводили пчёл. С того периода сохранилось только два строения — студия Авента (Mayna Treanor Avent Studio, около 1845) и хижина Леви Тренхема (Levi Trentham cabin, 1830), первое из которых в качестве памятника истории включено в национальный реестр исторических мест.
Первым предпринимателем, приступившим к вырубке леса на продажу, стал некто Джон Инглиш (John L. English): в 1880-е он заготавливал древесину в районе ручья Джейкс-Крик и сплавлял её по реке в город Ноксвилл с помощью нескольких сооружённых им запруд. Значительно дальше пошёл пенсильванский бизнесмен полковник Уилсон Таундсенд (Colonel Wilson B. Townsend), в 1901 году выкупивший участок 86 тыс. акров (34 800 гектар) и основавший фирму Little River Lumber Company. Вместо сплава он построил железную дорогу к подножию гор и поставил в конечной точке лесопилку. Вокруг лесопилки возник небольшой город, после смерти полковника названный в его честь.
Впоследствии дорога была протянута ещё дальше до города Уолланд (Walland), где она соединилась с другой дорогой, ведущей из Мэривилла (Maryville) в Ноксвилл. Элкмонт в это время представлял собой временный рабочий посёлок, где из постоянных строений были лишь почта, продовольственный магазин, гостиница и ангар, а всё остальное состояло из времянок, перемещаемых с места на место. Собственность, которой владела компания, была продана в 1926 году только что созданной федеральной комиссии по национальным паркам, однако по соглашению вырубка леса продолжалась вплоть до 1939 года. За время существования компании было заготовлено 1,8 млн кубометров древесины. В настоящее время на месте рабочего посёлка находится кемпинг.
Ещё со времени основания компании Little River Lumber Company Уилсон Таундсенд разрешил посетителям охотиться и рыбачить на своей территории, а начиная с 1909 года стал рекламировать воскресные поездки на поезде из Ноксвилла в Элкмонт. Спустя год после этого предприниматели из окрестных городов основали элитный «Аппалачский клуб» (Appalachian Club) и выкупили у предпринимателя земельный участок к югу от рабочего посёлка, в настоящее время известный как Дейзи-Таун (Daisy Town). Они построили на нём дом под офис, отель на 50 номеров и с десяток коттеджей для отдыхающих из Ноксвилла. В 1919 году по соседству возник ещё один клуб — «Wonderland Club». Проблема доступа к клубам возникла тогда, когда в связи с прекращением лесозаготовительной деятельности железная дорога была разобрана и перенесена в другое место. К счастью любителей природы, по указу губернатора Теннесси Остина Пия (Austin Peay) в 1926 году на месте железнодорожной была проложена автомобильная дорога.
На территории Элкмонта находится хижина американской художницы Майны Треанор Авент, в которой она организовала собственную художественную студию Mayna Treanor Avent Studio. Хижина включена в Национальный реестр исторических мест США (No. 93001575).

### Археологический район Оконалуфти
Оконалуфти (англ. Oconaluftee) — название реки и в более широком смысле её долины в юго-восточной части парка, на въезде со стороны Северной Каролины. Река протекает на юг меж двух горных массивов — Ричард-Маунтин (Richland Mountain) на востоке и Томас-Ридж (Thomas Ridge) на западе, в районе слияния с рукавом Bradley Fork образуя широкую и сравнительно пологую долину. Геологическая формация, лежащая на дне долины, — одна из наиболее древних в восточной части США: она была сформирована в раннем докембрии и включает в себя гранитные гнейсы, сформированные более миллиарда лет назад в результате аккумуляции морских отложений и магматических пород.
В долине за пределами парка находится индейская резервация Квалла-Боундари (Qualla Boundary) с городом Чероки (Cherokee), центром восточной ветви одноимённого индейского народа. В самом парке для посетителей работает информационный центр, имеется водяная мельница Мингуса и Музей горной фермы (Mountain Farm Museum), показывающий быт сельских жителей XIX века. Большая часть территории долины имеет статус археологического района, включённого в национальный реестр исторических мест США.
Название Оконалуфти впервые появилось в 1775 году в дневниках американского натуралиста Джона Бартрама. По мнению специалистов, оно происходит от названия находившегося в долине индейского поселения Эгуанулти (Egwanulti), которое с языка чероки можно перевести как «возле реки». Точное местонахождение вышеупомянутого поселения неизвестно, однако археологи нашли вдоль реки следы только одной деревни, которая к тому же находилась в границах парка. По всей видимости, эта деревня была уничтожена во время войны за независимость в 1776 году войсками генерала Гриффина Рутерфорда (Griffith Rutherford). Индейцы считали воды реки священными; в частности, до наших дней сохранилось следующее описание легенды, составленной местной жительницей Дорой Вудруфф Коуп (Dora Woodruff Cope):

…часть реки называлась Я’ну-у’ната уасти’йи, «Где купаются медведи». Это была более глубокая часть реки, на которую приходили все животные купаться и зализывать свои раны в случае, если их ранили охотники. Ни один белый человек никогда не видел это место, поскольку дьявол ослепил нас, чтобы скрыть его существование. Животные знали, как его найти, и ныряли с целью мгновенного исцеления.
Оригинальный текст (англ.)
…part of the river was called Ya'nu-u'nata wasti'yi, «Where the bears wash». It was a deeper part of the river, where all the animals came to wash and heal their wounds when they had been hurt by hunters. No white person had ever seen this place because evil had blinded us to its existence. The animals knew how to find it, and diving into it meant instant healing.

Первым белым жителем долины и всей территории будущего парка считается некто Джон Мингус (John Jacob Mingus), купивший здесь участок земли у спекулянта и будущего конгрессмена Феликса Уолкера (Felix Walker). В 1831 году другой переселенец Абрахам Инло (Abraham Enloe) основал компанию Oconaluftee Turnpike Company, которая расширила индейскую тропу Indian Gap Trail, ведущую к залежам селитры у подножия горы ЛеКонт, и стала взимать плату за проезд. Первый привратник дороги Роберт Коллинз (Robert Collins) был сопровождающим известного швейцарско-американского геолога Арнольда Гюйо в экспедиции по исследованию местных гор (в честь обоих названы вершины национального парка). Земли, на которых в настоящее время расположена резервация, были выкуплены в интересах их жителей в 1830-х годах приёмным сыном индейского вождя Йонагушки (Yonaguska) Томасом, белым по рождению. Это сыграло решающую роль в дальнейшей судьбе чероки: во время массового исхода коренного населения Томас добился для своего племени исключения из закона на основании того, что те являются гражданами Северной Каролины. В 1868 году оставшаяся на родине восточная ветвь чероки была признана самостоятельным племенем.
В конце XIX века с усовершенствованием ленточной пилы в Южных Аппалачах начал бурно развиваться лесозаготовительный бизнес. В долине обосновались две компании — Three M Lumber Company и Champion Fibre Company, продолжавшие свою работу вплоть до 1930-х годов, когда их деятельность была прекращена комиссией национального парка. К оголению обширных пространств на южных склонах гор, ставшему результатом массовой вырубки, добавились последствия крупного лесного пожара 1925 года. В 1930-х годах Гражданский корпус охраны окружающей среды занялся строительством дорог и троп, а также восстановил мукомольную мельницу, построенную потомком первого поселенца Мингуса. В 1950-х годах был образован Музей горной фермы, для чего сюда перенесли сельскохозяйственные постройки из других частей парка.

### Местечко Ноя Огла
Местечко Ноя Огла (англ. Noah Ogle Place), известное также как исторический район Джанглбрук (Junglebrook Historic District), представляет собой несколько сохранившихся построек, возведённых в своём имении потомком одних из первых жителей Гетлинбурга Ноем Оглом в конце 1880-х — начале 1900-х годов. Имение находится в северной части парка в окрестностях Гетлинбурга в районе ручья ЛеКонт-Крик (LeConte Creek), одного из истоков реки Литтл-Пиджн (Little Pigeon River). На автомобиле к имению, как и к району Роуринг-Форк, можно добраться по единственной кольцевой дороге Cherokee Orchard Road, ведущей из города, минуя основные транспортные артерии парка. Как образцу типичной горной фермы Южных Аппалачей XIX века, в 1977 году местечку был присвоен статус исторического района в национальном реестре исторических мест. До нашего времени от имения сохранились три постройки: спаренный дом (два изолированных дома с общей стеной и дымоходом), амбар и мельница. В отличие от других, Ной Огл не имел фруктового сада из-за неплодородной почвы, а занимался выращиванием кукурузы.

### Исторический район Роуринг-Форк
Роуринг-Форк (англ. Roaring Fork) — ручей, один из рукавов реки Литтл-Пиджн-Ривер. Как и местечко Ноя Огла, он находится недалеко от Гетлинбурга, где на равнине в начале XIX века начали селиться первые белые иммигранты. Потомки этих иммигрантов стали занимать участки в пологих межгорных долинах и вдоль водотоков. В частности, возле ручья образовалось несколько горных ферм, некоторые постройки которых сохранились до нашего времени. Наиболее раннее строение, возведённое в середине XIX века и известное как хижина Алекса Коула (Alex Cole Cabin), изначально находилось в долине Шугарлендс (Sugarlands) недалеко от Роуринг-Форк, но было перенесено сюда администрацией парка после того, как в 1976 году местечку был присвоен официальный статус исторического района. Три постройки фермера Джима Бейлса (Jim Bales) — хижина, амбар и хранилище для кукурузных початков — были возведены в конце XIX века. К тому же времени относятся остатки фермы его брата, Эфраима Бейлса (Ephraim Bales), — хижина, амбар, свинарник и хранилище кукурузы. Наконец, ещё два охраняемых сооружения — более современный дом и мельница конца XIX — начала XX века — принадлежали Альфреду Рейгану (Alfred Reagan).

### Другие памятники истории
Помимо перечисленных исторических районов, в национальный реестр исторических мест также включены несколько построек и имений:
- Школа Little Greenbrier School функционировала в ныне несуществующем селении Литтл-Гринбриер к юго-западу от Гетлинбурга. Она была построена в 1882 году на средства Джилберта Эббота (Gilbert Abbott) и при материальной поддержке местного жителя Эфраима Огла (Ephraim Ogle). Обучение продолжалось с 1882 по 1936 годы. Помимо собственно обучения, школа использовалась местной баптистской общиной в качестве церкви. Эта община также устроила кладбище через дорогу от школы[99].
- Местечко сестёр Уолкер (Walker Sisters Place) — бывшее имение в селении Литтл-Гринбриер. Включает в себя несколько хозяйственных построек 1859—1880-х годов: жилой дом, сарай для хранения кукурузы и будку-кладовку над родником, использовавшуюся в качестве холодильника[100].
- Местечко Тайсона МакКартера (Tyson McCarter Place) — бывшее имение, расположенное в границах парка к востоку от Гетлинбурга и некогда принадлежавшее фермеру Джекобу Тайсону МакКартеру. Жилой дом фермера не сохранился, но осталось несколько хозяйственных построек, в том числе амбар, будка-кладовка над родником, сарай для хранения кукурузы и коптильня. Предположительный год строительства — 1876[101].
- Амбар Джона Мессера (John Messer Barn) был построен в 1875 году фермером Пинки Уэйли (Pinkney Whaley), который затем продал его Джону Мессеру. В 1976 году включён в национальный список исторических мест как последнее строение, оставшееся от некогда существовавшей общины Гринбриер-Коув (Greenbrier Cove)[102].

## Туризм

### Пешие маршруты
Национальный парк насчитывает более 150 пеших туристических троп различной степени сложности, общая протяжённость которых превышает 1300 км (800 миль), а также около 885 км (550 миль) маршрутов для верховой езды. Большая их часть была проложена рабочими из Гражданского корпуса охраны окружающей среды во времена Великой депрессии.
Один из наиболее известных и популярных в США маршрутов, проходящий по территории 14 штатов, в том числе и через Грейт-Смоки-Маунтинс, — Аппалачская тропа (англ. Appalachian Trail). Протяжённость тропы в пределах парка составляет около 114 км (71 миля); она начинается в районе плотины ГЭС Фонтана (англ. Fontana Dam) в юго-восточной части парка и заканчивается в ущелье Дэвенпорт (англ. Davenport Gap) на северо-западе. Ещё одна протяжённая туристическая тропа, далеко выходящая за пределы парка, — Маунтинс-Ту-Си (англ. Mountains-to-Sea Trail, в дословном переводе «с гор к морю») — начинается в наивысшей точке парка горе Клингменс-Дом и заканчивается на атлантическом побережье Северной Каролины в районе мыса Хаттерас.
Наиболее популярные маршруты связаны с восхождением на вершины (Clingmans Dome, Mount LeConte, Andrews Bald, Chimney Tops, Alum Cave) либо ведут к водопадам (Abrams Falls, Rainbow Falls, Laurel Falls, Ramsay Cascades). С весенним цветением разнообразных цветов больше всего связаны тропы Albright Grove, Boogerman Loop, Brushy Mountain, Chestnut Top, Cucumber Gap Loop, Deep Creek Loop, Fork Ridge Trail, Gregory Bald, Huskey Gap, Kanati Fork Trail, Little River Trail, Porters Creek Trail, Rich Mountain Loop, Schoolhouse Gap, Shuckstack Fire Tower и Smokemont Loop. Большое количество троп предлагают панорамные виды гор и близлежащих долин, среди них можно выделить Alum Cave, Andrews Bald, Bullhead Trail, Chestnut Top, Chimney Tops, Gregory Bald, Mount Cammerer, Mount Sterling, Rich Mountain Loop и Rocky Top. Часть маршрутов проходит вдоль водотоков, наиболее известны из них Cucumber Gap Loop, Huskey Gap, Kephart Prong Trail, Little River Trail, Oconaluftee River Trail и Smokemont Loop.
С классическим аппалачским лесом можно познакомиться на тропах Cucumber Gap Loop и Porters Creek Trail, а также в окрестностях хижины Кука (Cook cabin) на берегу ручья Литл-Каталучи-Крик (Little Cataloochee Creeck). Более прохладная его разновидность, в которой также встречаются растения, характерные для северного смешанного леса, представлена в долине реки Околануфти и на берегах ручья Дип-Крик (Deep Creeck).
|                              |  |  |  |  |
| Разнообразие пеших маршрутов |  |  |  |  |

### Кемпинги
Непосредственно на территории парка нет гостиничного либо коттеджного сервиса, за исключением небольшого коттеджного посёлка Le Conte Lodge, расположенного на вершине горы ЛеКонт. Тем не менее, для посетителей открыты 10 стационарных кемпингов. В них находятся более 940 индивидуальных участков, каждый из которых оборудован местом для установки палатки, камином, столиком для пикника и асфальтированным подъездом. Часть площадок позволяет поставить на них домик на колёсах, однако электрическая и водопроводная подводка, как правило, отсутствует. Стоимость аренды индивидуального (на одну палатку) участка — от 14 до 23, группового — от 26 до 65 долларов в сутки. В наиболее крупных кемпингах работают магазины, в которых можно приобрести некоторые продукты питания, походный инвентарь и сувениры. Душевых кабин и прачечных в парке нет, эти услуги можно получить в близлежащих городах. Помимо стационарных кемпингов, установка палаток разрешена также на специально предназначенных для этого площадках в различных частях парка при наличии соответствующего разрешения. Для посетителей с лошадьми открыты 5 специализированных лагерей, через которые проходят верховые маршруты. Наконец, в светлое время суток отдыхающие могут посетить 11 зон для пикника, оборудованных бесплатными туалетами, грилями и столами.
- Abrams Creek — небольшой, на 16 участков, кемпинг в западной части парка возле одноимённого ручья. Открыт со второй декады марта по конец октября. Расположен на высоте 343 м (1125 футов).
- Balsam Mountain — также небольшой, на 46 участков, кемпинг. Находится на высоте 1618 м (5310 футов) в юго-восточной части парка возле индейской резервации. Работает с середины мая до конца октября.
- Big Creek — кемпинг на 12 мест в восточной части парка возле Аппалачской тропы. Высота 518 м (1700 футов) над уровнем моря. Открыт со второй декады марта по конец октября.
- Cades Cove — третий по величине кемпинг на территории парка расположен в одноимённой долине. Количество участков — 159, есть магазин. Открыт круглогодично.
- Cataloochee — кемпинг на 27 мест на юго-востоке парка. Высота 795 м (2610 футов) над уровнем моря. Обязательна предварительная регистрация.
- Cosby — второй по величине, на 165 мест, кемпинг на северо-востоке Грейт-Смоки-Маунтинс. Высота 750 м (2459 футов) над уровнем моря. Открыт со второй декады марта по конец октября.
- Deep Creek — кемпинг на 92 участка на юге парка. Открыт с апреля по октябрь. Высота 549 м (1800 футов) над уровнем моря.
- Elkmont — самый крупный кемпинг на территории парка, предлагает 220 участков. Находится на севере недалеко от центрального офиса, открыт со второй декады марта по конец ноября. Высота 655 м (2150 футов) над уровнем моря.
- Look Rock — кемпинг на 68 мест на западе парка. Высота 792 м (2600 футов) над уровнем моря, открыт с середины мая до конца октября.
- Smokemont — кемпинг в юго-восточной части парка, возле индейской резервации. Количество участков — 142, открыт круглогодично. Высота 670 м (2198 футов) над уровнем моря.

### Информационные центры
К услугам посетителей на территории парка открыты 4 информационных центра: Шугарлендс (Sugarlands, здесь же работает центральный офис), Кейдс-Коув (Cades Cove), Оконалуфти (Oconaluftee) и Клингменс-Дом (Clingmans Dome). В этих центрах можно найти карты, справочную литературу, узнать о проводимых в парке мероприятиях, получить помощь сотрудников. В Шугарлендс можно посетить выставку экспонатов местной флоры и фауны, а также кинозал с 20-минутным фильмом. В Околануфти работают краеведческий музей и горная ферма, показывающая быт сельских жителей XIX — начала XX веков.

## Угрозы и охрана природы

### Загрязнение воздуха
Одна из наиболее серьёзных проблем Грейт-Смоки-Маунтинс и всего региона в целом — загрязнение воздуха вследствие выбросов остаточных продуктов переработки угля, нефти и природного газа с окрестных тепловых электростанций, промышленных предприятий, а также выхлопов газов автомобильного транспорта. По словам Харварда Айерса (Harvard Ayers), главы природоохранной организации Appalachian Voices, «озонное загрязнение Грейт-Смоки-Маунтинс, наиболее грязного в этом отношении национального парка в США, превышает таковое в Атланте и даже в соперничающем Лос-Анджелесе».
Оседающие с осадками пыль и сажа повреждают растительность и негативно влияют на качество воды и почвы в парке, особенно в верхней его части. Повышенное содержание азота и серы приводит к окислению грунта, что, в свою очередь, отражается на уменьшении количества питательных веществ, необходимых растениям и животным, концентрации в них токсичного алюминия и в конечном счёте приводит к деградации реликтовых хвойных лесов и обеднению фауны водоёмов.
Желтоватая неподвижная дымка, образованная взаимодействием окислов азота и углеводородов и известная как озоновое загрязнение или смог, привела к тому, что в настоящее время средняя годовая видимость в парке составляет около 40 км, тогда как в природных условиях она должна быть до 150 км. В отдельные дни смог бывает настолько сильным, что видимость снижается до 1,5 км и меньше. Это загрязнение разрушает листья некоторых растений, покрывая их чёрными, бурыми и фиолетовыми пятнами. Так, около 90 % популяций черёмухи поздней и ваточника в различных частях парка имеют признаки разрушения вследствие воздействия озонового загрязнения. Среди других растений, наиболее остро страдающих от озонового загрязнения, — тюльпанное дерево и сассафрас беловатый. Помимо дикой природы, смог негативно влияет на здоровье человека, вызывая кашель, насморк, боли в горле и груди и даже снижение иммунитета.

### Инвазивные виды
Массовое переселение, глобализация и развитие технологий привели к сознательному или случайному перемещению животных, растений и других организмов из одних регионов мира в другие, при этом многие из них сумели адаптироваться в дикой природе в новых для них условиях. Некоторые из этих организмов, на родине привыкшие к более агрессивным условиям обитания, стали вытеснять местные виды либо способствовали их заболеванию вследствие отсутствия иммунитета.
- Ботаники насчитывают до 380 видов чужеродных растений, поселившихся в парке, из которых 35 представляют серьёзную опасность для местной флоры. Среди наиболее агрессивных растений называют пуэрарию дольчатую, альбицию ленкоранскую, чесночник лекарственный, азиатскую траву Microstegium vimineum, шиповник многоцветковый, жимолость Маака, жимолость японскую (Lonicera japonica), спирею японскую, древогубец круглолистный и чертополох поникающий (Carduus nutans)[123].
- В начале XX века на территорию Северной Америки вместе с древесиной случайно завезли азиатский грибок эндотию паразитическую (Endothia parasitica), вызывающий так называемый «рак коры» у каштанов. К 1920-м годам он добрался до Грейт-Смоки-Маунтинс, где на тот момент около трети всей древесной растительности составлял каштан американский, дававший пищу самым разнообразным животным от крохотных хомяков до чёрного медведя[124]. Болезнь быстро распространилась, заражённые каштаны погибали через 2—10 лет[125], и к 1950 году на территории парка почти не осталось живых деревьев[124]. В настоящее время даже одинокий побег каштана американского считается большой редкостью, однако и он погибает через несколько лет от грибка. Сотрудники парка занимаются поиском штамма вируса, который помог бы бороться с паразитом в будущем[126].
- В 1912 году американский бизнесмен Джордж Мур (George Moore) в 20 км к югу от парка устроил для себя и своих клиентов охотничий заповедник, куда запустил разнообразных животных. Экзотические для этих мест кабаны хорошо адаптировались к местным условиям и к середине XX века оказались на территории парка. Повадка кабанов рыть землю в поисках корма, а также их всеядность негативно сказались на экологии парка, в частности, на воспроизводстве диких цветов. Начиная с 1977 года власти США запустили программу по отстрелу этих животных. Тем не менее их численность долгое время оставалась неизменной, несмотря на всё большее количество отстрелянных животных. Ситуацию удалось стабилизировать лишь к концу 1980-х годов[127].

- В 1963 году в парке обнаружили европейское насекомое Adelges piceae, паразитирующее на некоторых видах пихты. Результатом нашествия стала гибель 95—99 % посадок пихты Фразера, растущих на вершинах и вдоль основного хребта. Работники парка одно время распыляли инсектицидный раствор, позволивший замедлить процесс заражения и гибели деревьев, однако в 1992 году были вынуждены остановить программу в связи с недостатком финансирования[127].
- Вид диатомовых водорослей Didymosphenia geminata, типичный для тёплых и мелководных водоёмов Северного полушария, в последние годы имеет тенденцию к расширению своего ареала, попадая в новую для себя среду через рыболовные снасти и другое водное оборудование. Этот организм оседает на находящихся в воде валунах, создавая плотную хлопкообразную массу толщиной до 20 см. Загрязнённая водорослями поверхность блокирует водные потоки, вытесняет местные водные растения, уничтожает необходимые условия обитания ручейников, подёнок, личинок веснянок и других насекомых. Водоросль пока не попала на территорию самого парка, но уже отмечена во многих близлежащих водоёмах Теннесси[128].
- Новозеландская пресноводная улитка Potamopyrgus antipodarum впервые была зарегистрирована в Северной Америке в середине 1980-х годов — сначала в западных, а затем и в восточных штатах США[129]. Хотя длина одной улитки составляет в среднем около 5 мм[130], её исключительная плодовитость приводит к концентрации до полумиллиона особей на один квадратный метр, что в результате становится причиной быстрого вымирания местных насекомых и моллюсков, а вместе с ними и находящихся в единой пищевой цепочке рыб[128].
- Миксозомоз, или вертёж лососёвых, — болезнь, поражающая хрящевые ткани и органы равновесия форели и других лососёвых видов рыб. Возбудителем болезни считается слизистый споровый паразит Myxobolus cerebralis, попавший на территорию США в 1956 году вместе с заражённой рыбой[131]. Болезнь приводит к массовой, до 90 %, гибели рыбы[132] и в ряде случаев является одной из причин вымирания отдельных видов. Администрация парка проводит профилактические работы по предотвращению попадания споровика в водоёмы парка[128].

### Пожары
До колонизации Америки лесные пожары, вызванные ударом молнии, играли существенную роль в поддержании местной экосистемы: сгорание старой древесины проветривало лесной полог и снабжало его питательными веществами, необходимыми для появления молодой поросли. В национальном парке специалисты насчитывают как минимум 12 видов растений и животных, для воспроизводства которых пожары играют ключевую роль. Одним из таких видов считается сосна колючая, шишки которой раскрываются лишь под воздействием сильного огня. Без пожаров сосновые леса постепенно приходят в упадок. Ещё один вид, зависимый от пожаров, — кокардовый дятел (Picoides borealis), который устраивает дупла лишь в старых соснах, вокруг которых нет другой растительности. Отмечено, что в западной части Грейт-Смоки-Маунтинс дятел перестал гнездиться, когда лес стал более густым вследствие противопожарных профилактических мер.
От результатов воздействия огня зависят также вид любки Platanthera peramoena, вид смолёвки Silene ovata, вид подсолнечника Helianthus glaucophyllus, вид живокости Delphinium tricorne, вид желтокорня Hydrastis canadensis и другие растения. Администрация периодически проводит контролируемое сжигание лесной подстилки в местах, где эти виды распространены.

### Охраняемые виды
Ещё до первых поселений белого человека в Грейт-Смоки-Маунтинс в нём исчезли такие животные, как бизон и канадская выдра. К концу XIX века истребление и утрата естественных условий обитания привели к исчезновению серого и рыжего волков, а также благородного оленя. Если серый волк ещё довольно многочислен в Канаде, на Аляске и в Сибири, то рыжий оказался на грани полного вымирания: по оценкам специалистов, в мире насчитывается лишь около 350 животных. В 1991 году служба национальных парков начала эксперимент по интродукции рыжего волка в Грейт-Смоки-Маунтинс. В настоящее время численность этих животных в парке оценивается в 25 особей. Другой эксперимент — по интродукции благородного оленя — стартовал в 2000 году. Среди исчезнувших хищников — пума, достоверные сведения о которой датируются 1970-ми годами.
В федеральном списке видов, уязвимых либо находящихся под угрозой исчезновения, числятся 2 вида млекопитающих (летучая мышь индианская ночница и северная летяга, первая из них в Красной книге МСОП имеют категорию EN), 1 вид птиц (кокардовый дятел), 4 вида рыб (Erimonax monacha, Etheostoma percnurum, Noturus baileyi, Noturus flavipinnis), один вид паукообразных (Microhexura montivaga) и 3 вида растений (Geum radiatum, Spiraea virginiana и Gymnoderma lineare). Кроме того, несколько видов организмов находятся под наблюдением на федеральном уровне.

## Отражение в культуре
- Значительная часть приключенческого фильма «Дэви Крокетт, король диких земель» («Davy Crockett, King of the Wild Frontier», 1955), рассказывающего об американском путешественнике, политике и местном уроженце Дэви Крокетте, снято на территории национального парка Грейт-Смоки-Маунтинс.
- История создания парка легла в основу одной из сюжетных линий в книге «Серена» Рона Рэша. Гораций Кефарт — один из персонажей.